# مصطفى لمودن
مصطفى لمودن (1964) كاتب وقاص وروائي مغربي، له العديد من الأعمال المنشورة.

## سيرة
ولد لمودن في مدينة سيدي قاسم سنة 1964 بالمغرب. عمل مدرسا في سلك الابتدائي، ثم حصل على التقاعد النسبي. حاصل على الإجازة في الفلسفة من جامعة "ابن طفيل" بالقنيطرة.
يكتب أيضًا القصة الموجهة للأطفال، وقد نشر عددا منها على صفحات مجلة "العربي الصغير" الكويتية. وينشر مقالات في التربية والشأن العام الوطني. يقيم بمدينة سيدي سليمان،
وقد شارك في تأسيس عدد من الجمعيات، منها "جمعية أفق للثقافة والإبداع" بالمدينة التي يقطنها.

## نشاطه وأعماله
لمودن كاتب وقاص وروائي، من منشوراته:
- نزيل في التراب، مجموعة قصصية، صدرت سنة 2011.
- شاي وشجون، مجموعة قصصية ثانية ظهرت سنة 2014.
- خيول لا تصهل - رواية عن دار النشر EDITION PLUS/ مكتبة السلام بالدار البيضاء سنة 2018، تتشكل من 258 صفحة
أصدر في سنة 2022 مجموعة قصصية في جنس القصة القصيرة جدا، تحت عنوان: 
- طلقات وسنابل، وهي تشتمل على أكثر من 260 نصًا قصصيًّا قصيرًا
ـ الورطة!، مجموعة قصصية من 196 صفحة، 29 نصا، نشرت سنة 2025.. عن مؤسسة AFRA للدراسات والأبحاث.